# Juegos de las Islas de 2019
Los XVIII Juegos de las Islas (también llamado Juegos de las Islas NatWest por motivos de patrocínio), fue un evento deportivo que se llevó a cabo en Gibraltar, del 6 al 12 de julio de 2019.

## Equipos participantes
| - Åland - Alderney - Bermuda - Islas Cayman - Islas Malvinas - Islas Feroe - Frøya - Gibraltar (anfitrión) | - Gotland - Groenlandia - Guernsey - Hitra - Isla de Man - Isla de Wight - Jersey - Menorca | - Islas Orcadas - Rodas - Saaremaa - Shetland - Sark - Santa Elena - Hébridas Exteriores - Anglesey |

## Deportes
| - Atletismo - Bádminton - Baloncesto - Gimnasia - Judo - Tiro deportivo - Squash | - Natación - Tenis de mesa - Tenis - Bowling - Triatlón - Voleibol de playa |

## Medallero
| Núm.  | País                | Oro | Plata | Bronce | Total |
| ----- | ------------------- | --- | ----- | ------ | ----- |
| 1     | Jersey              | 33  | 31    | 29     | 93    |
| 2     | Isla de Man         | 29  | 22    | 17     | 68    |
| 3     | Islas Feroe         | 22  | 11    | 27     | 60    |
| 4     | Guernsey            | 19  | 37    | 31     | 87    |
| 5     | Saaremaa            | 16  | 12    | 6      | 34    |
| 6     | Gotland             | 13  | 14    | 16     | 43    |
| 7     | Åland               | 12  | 7     | 16     | 35    |
| 8     | Islas Cayman        | 11  | 10    | 9      | 30    |
| 9     | Isla de Wight       | 11  | 8     | 15     | 34    |
| 10    | Gibraltar           | 8   | 12    | 9      | 29    |
| 11    | Menorca             | 8   | 10    | 13     | 31    |
| 12    | Hébridas Exteriores | 4   | 2     | 2      | 8     |
| 13    | Groenlandia         | 2   | 2     | 4      | 8     |
| 14    | Islas Shetland      | 2   | 1     | 11     | 14    |
| 15    | Anglesey            | 2   | 1     | 3      | 6     |
| 16    | Orcadas             | 1   | 3     | 2      | 6     |
| 17    | Bermudas            | 0   | 6     | 8      | 14    |
| 18    | Hitra               | 0   | 2     | 1      | 3     |
| 19    | Sark                | 0   | 1     | 0      | 1     |
| 20    | Alderney            | 0   | 0     | 0      | 0     |
| 21    | Islas Malvinas      | 0   | 0     | 0      | 0     |
| 22    | Santa Elena         | 0   | 0     | 0      | 0     |
| Total | Total               | 193 | 192   | 219    | 604   |